# Josep Paluzie i Lucena
Josep Paluzie i Lucena (Barcelona, 26 de novembre de 1860 - 22 de gener de 1938) fou un jugador d'escacs, problemista, i editor català, una de les personalitats més rellevants dels escacs a Catalunya a les darreries del segle xix.

## Biografia
Era fill de Faustí Paluzie i Tallé (1833-1901), editor de Barcelona molt rellevant en el camp dels llibres educatius i material d'ensenyament per a infants i Júlia Lucena i Castells, filla del fabricant d'estampats Josep Lucena i Parès (vegeu casa-fàbrica Lucena). El seu avi patern era Esteve Paluzie i Cantalozella, i va ser el pare d'Antoni Paluzie i Borrell, Mercedes Paluzie i Borrell i del també esperantista Jesús Paluzie i Borrell.
A més de jugador d'escacs i gran problemista (molt reconegut internacionalment), Paluzie es va implicar en pràcticament tots els àmbits relatius a la promoció del joc de reis a Catalunya: fou organitzador de torneigs, director, àrbitre, escriptor, etc.

### La iniciació als escacs
Es va iniciar en els escacs ben aviat, de la mà d'un seu oncle. En la seva època d'estudiant, practicava escacs amb alguns companys, entre els quals hi havia el també rellevant jugador barceloní Josep Maria Baquero i Vidal. El 1883 s'inicià en la composició de problemes d'escacs, de la mà del mestre Dr. Josep Tolosa i Carreras.

### Escriptor d'escacs
Paluzie, que treballava a l'editorial familiar (Hijos de Paluzíe) tenia una gran biblioteca d'escacs, on hi havia, entre altres obres, el famosíssim llibre Libro de la invención liberal y arte del juego del Axedrez de Ruy López de Segura editat a Alcalá de Henares el 1561. Els seus llibres d'escacs foren llegats a la Biblioteca de Catalunya per la seva vídua i pel seu fill, Antoni Paluzie i Borrell, astrònom i divulgador científic en temes astronòmics. Com a articulista, va col·laborar en moltes revistes i publicacions d'escacs. Com a escriptor, fou autor del Manual de ajedrez para uso de los principiantes, publicat a Barcelona entre 1905 i 1912. També publicà, el 1909, el primer llibre d'escacs en esperanto, Sesdek ŝakproblemoj, (60 problemes d'escacs) una col·lecció de 60 dels seus problemes d'escacs.
El 1913 publicà el llibre Un artista en ajedrez (Valentín Marín), en edició bilingüe (castellà / esperanto), dedicat a Valentí Marín i Llovet, i editat a Barcelona per Hijos de Paluzíe, editores. La versió en esperanto fou obra de Frederic Pujulà i Vallès.
El 1916 publicà Primer Libro del Ajedrecista, una traducció ampliada del famós Analyse du jeu des échecs de François-André Danican Philidor (edició de 1887).

#### ElManual de Ajedrez
La seva obra principal fou el Manual de ajedrez para uso de los principiantes, de gran èxit en l'àmbit dels països de parla castellana. Era una obra en sis fascicles, escrita i publicada entre 1905 i 1912, de la qual Roberto Grau va escriure que era la millor obra en llengua castellana per a l'ensenyament dels escacs anterior a la I Guerra Mundial (curiosament, Grau fou l'autor del «Tratado General de Ajedrez», l'obra de referència per a la iniciació als escacs posterior a la I Guerra Mundial).
El fascicle cinquè del Manual està dedicat als problemes d'escacs, i inspirat en els treballs que el compositor Josep Tolosa (1869-1916) va publicar per a la revista francesa La Stratégie entre 1887 i 1890. En el darrer volum del llibre hi inclogué una "Bibliografia espanyola d'escacs" composta de diversos documents bibliogràfics on ressenyava per primer cop obres fonamentals en els escacs als Països Catalans com ara traduccions al català de l'obra de Jacobus de Cessolis, el poema Escacs d'amor, o l'obra de Francesc Vicent.

### Càrrecs
Fou nomenat President d'honor del Club Escacs Barcelona (fundat el 15 de setembre de 1921 com a Club de Ajedrez Barcelona), i que fou la primera entitat d'escacs d'Espanya (la seva data de fundació és anterior a la de les federacions Espanyola i Internacional).

## Fons i documentació
La seva biblioteca especialitzada en el món dels escacs i altra documentació sobre aquest tema es conserven a la Biblioteca de Catalunya.